# Claes Symonsz. Meebael

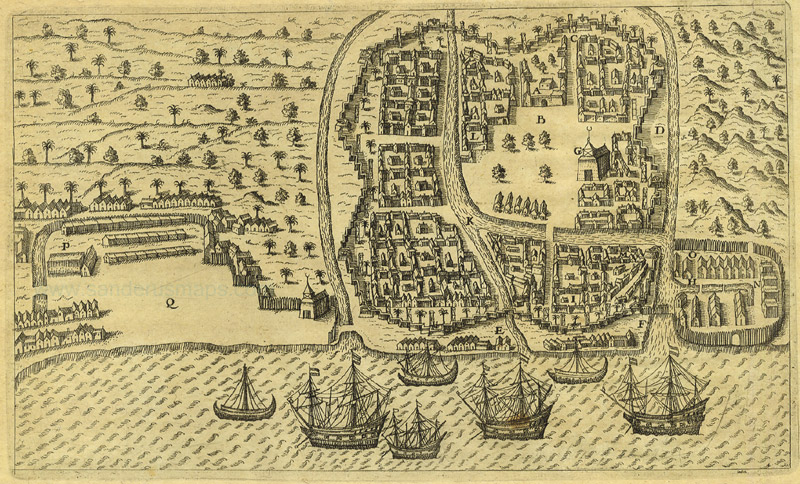
Bantam aan het begin van de 17e eeuw

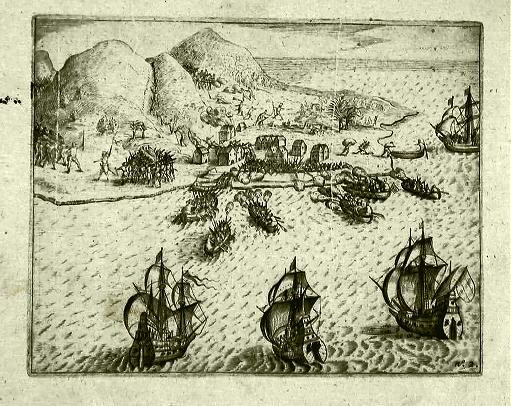
"De aanval van de Hollanders en de Hitu op de Portugezen op Ambon in 1605". Isaac Commelin, 1645.

Claes Symonsz. Meebael (ca. 1578-1622) was een onderkoopman die in 1599 op de Hollandia onder Cornelis van Heemskerck, vice-admiraal naar de Oost-Indië voer. Hij was waarschijnlijk de zwager van Sievert Pietersz. Sem, een van de bewindhebbers van de Compagnie van Verre. In 1600 is hij door Jacob Wilkens in soort van factorij in Bantam achtergelaten om de handelscontacten uit te breiden.
De drie admiraals, Jacob Wilkens, Pieter Both en Steven van der Hagen, in dienst van zeker twee verschillende compagnieën, de Compagnie van Verre en de Nieuwe Brabantsche Compagnie voeren in januari 1601 terug naar het vaderland met een lading peper. De Hollandia voer door naar de Molukken en landde bij Hitoe. Cornelis van Eemskerck wist een Portugees schip op de vlucht te jagen en verkreeg daardoor gunstige landingsrechten.
Het verblijf van Meebael op Bantam heeft niet lang geduurd. Op 12 april 1601 schreef Meebael vanuit Bantam en in de haast een brief aan de bewindhebbers van de Oude Compagnie. Hij vermeldde het vertrek (in januari) van drie galeien, vijf schepen en 40 platbodems om Amboina of Amboina (VOC-gebied) (?) op de Molukken met geweld in te nemen, hetgeen mogelijk is mislukt.
In april of mei 1602 moet Meebael weer in Amsterdam zijn geweest, want in juni 1602 zeilde hij opnieuw naar Indië. Meebael werd commies op het schip de Ster onder Wybrand van Warwijck. In 1605 ontmoette hij Van Warwijck in Pattani, die onverrichte zake uit Macau was teruggekeerd. Meebael hield sinds 17 februari in de haven een Portugese kraak tegen, waarvoor hij toestemming had gekregen van de plaatselijke koningin, Raja Hijau. Toen Van Warwijck op de hoogte werd gesteld, ankerde hij naast het Portugese schip en vroeg de kapitein het schip over te geven. De kraak, o.a. geladen met ruwe zijde, werd mee naar Holland gevoerd.
De 34-jarige Claes Symonsz. Meebael trouwde in 1612 met 18-jarige Aeltje Cornelis Cornelisdr. wonende op Uilenburg, de dochter van een scheepstimmerman en mastenmaker. In 1615 erfde zij een pand van haar grootvader Cornelis Jansz, alias Cleyn Ceesje.
Mogelijk had Meebael een zus Trijntje die met Pieter Willemsz. Blaeu was getrouwd. en een broer Rieuwert. Meebael stierf in november 1622 en is begraven vanuit een pand op de Kromme Waal (23), genaamd de Kater. Zijn vrouw, die evenals Meebael zelf uit een katholiek familie afkomstig was, was erfgenaam van een schilderij met de "geboorte"door Pieter Aertsen en kreeg in 1623 daarover ruzie met haar zwager en schoonzuster.